# Тачанка

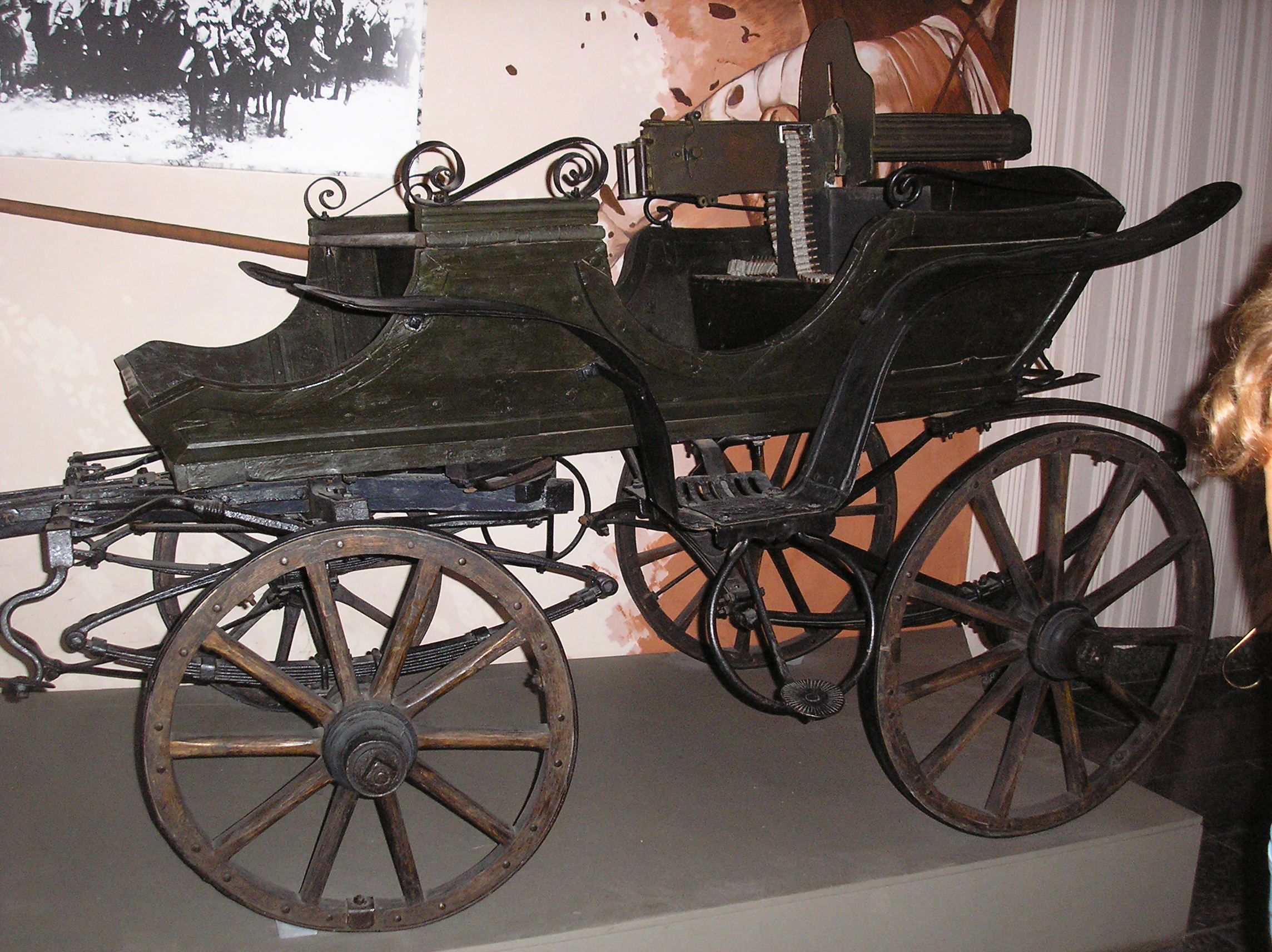
Тачанка Махна в «Гуляйполівському краєзнавчому музеї».

Тача́нка — в Україні та в Кубані — ресорний чотириколісний візок із відкритим кузовом для парної упряжі, або такий же візок із кулеметом (у кавалерії часів громадянської війни). У тачанку могли впрягатись від двох до чотирьох коней. Екіпаж складався з двох або трьох чоловік, один був погоничем, інші кулеметники, якщо їх було двоє, — один безпосередньо вів вогонь, а інший відповідав за набої. Чимало джерел приписують встановлення на повозку великокаліберного кулемета, після чого вона отримувала назву «тачанка» — «махновцям». Скоріш за все ця ідея належить самому Нестору Махну.

## Історія назви

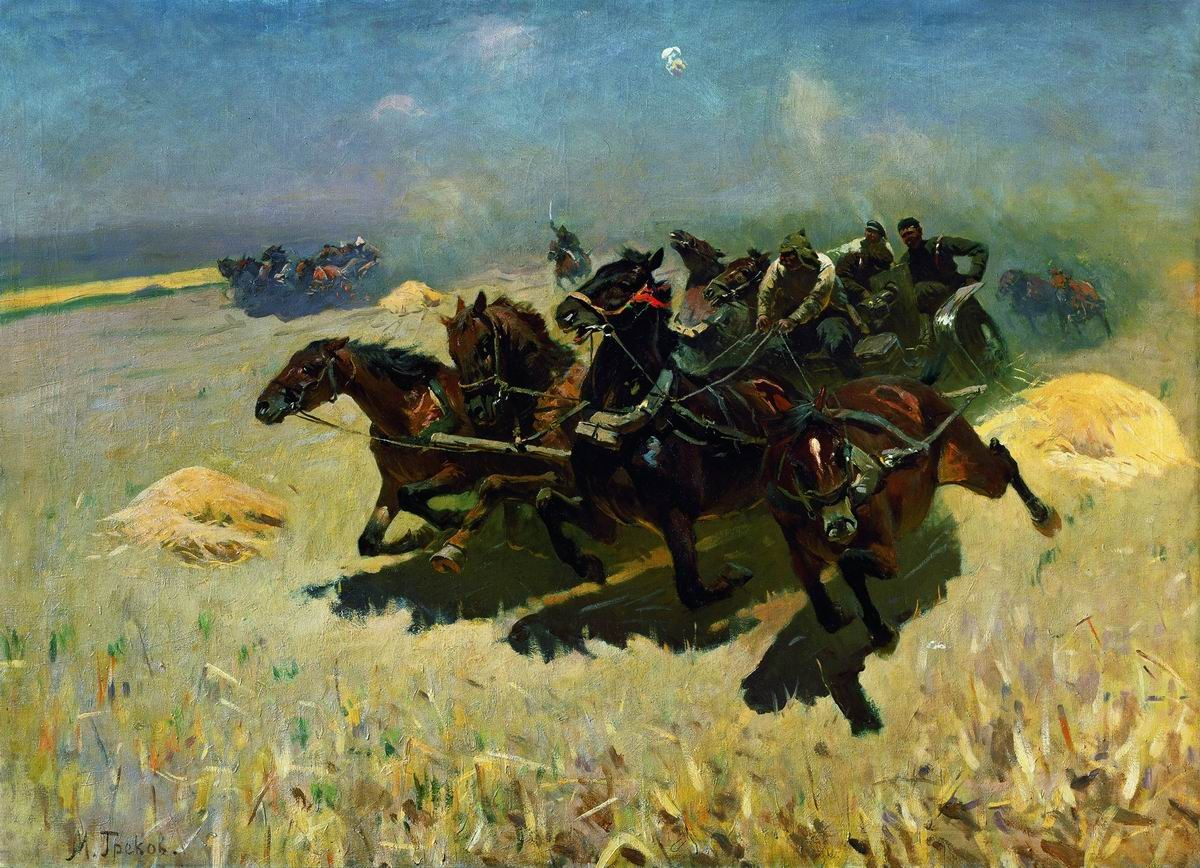
М. Б. Греков «Тачанка»

Існує кілька правдоподібних гіпотез про походження слова «тачанка»:
- Етимологічний словник Макса Фасмера говорить про те, що слово походить від українського «натачанка», яке пішло від польського «найтичанка» (пол. najtyczanka), яке у свою чергу утворилось від німецької назви чеського міста Нойе-Тітшайн (нім. Neu-Titschein), сьогодні Новий Їчин.[4] В підтвердження цієї версії «натачанка» фігурує в п'єсі українського письменника Карпенка-Карого «Мартин Боруля», написаній ще у 1886 році:

| Запрягай же свіжих коней у нашу натачанку, та поїдемо зо мною у стан, а Омелько нехай зараз іде в хату...[5] |
- За іншою гіпотезою, слово «тачанка» пов'язана за походженням з «тачка»[6].
- Ще одна думка, що слово походить від назви «тавричанка» — типу повозок на півдні України і в Криму, який отримав назву місцевості — Таврії.
- Саме слово «тачанка» зустрічається в літературі як мінімум з 1886 року.[7], тоді ж коли було написано «Мартина Борулю».

## Історія тачанки

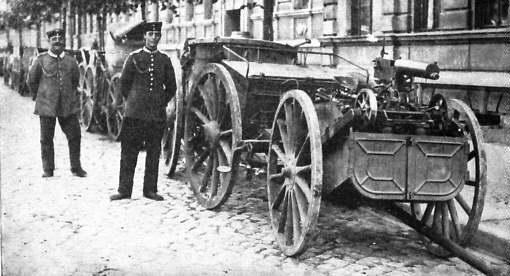
Станковий кулемет на російському кінному армійському возі

Перші спроби підвищити маршеві та маневрові можливості станкових кулеметів встановленням їх на кінних возах були зроблені англійцями під час колоніальних війн наприкінці XIX сторіччя. Під час російсько-японської війни обидві сторони використовували для цього одновісні рами артилерійських зарядних ящиків, на яких закріплювали кулемети та ящики для патронів. Обслуга кулемета (6-8 чоловік) пересувалась пішки. Це вирішувало питання транспортування кулемета до поля бою. Під час бою кулемет пересувався вручну силами обслуги, тому маневрові можливості кулемета на полі бою залишались низькими.
На відміну від першої світової війни, бойові дії під час Громадянської війни в Росії 1919—1921 рр мали маневровий характер. Усі сторони широко застосовували кавалерійські з'єднання і навіть об'єднання. Але кулемети, які переміщувались на возах і одновісних рамах, мали меншу швидкість пересування в бою, ніж вершники. Для ведення вогню з них необхідно було обрати зручну вогневу позицію, зайняти її та підготуватись до бою, що потребувало певного часу. Весь цей час обслуга кулемета та коні були мішенню для ворога.
Проблеми виникали і під час здійснення маршів. Звичайні селянські вози, як і армійські парокінні вози, запрягалися двома кіньми. Їхнє навантаження, яке складалося зі станкового кулемета, боєприпасів та обслуги кулемета, перешкоджало досягненню високих темпів пересування. За таких умов вози потребували частих ремонтних робіт, що за умов маневрових дій було неприйнятним.
Ці проблеми розв'язали за часів Громадянської війни 1919—1921 рр. встановленням станкових кулеметів, не на вози як було раніше, а на кінні повозки — тачанки.
Кулеметні тачанки застосовували в усіх степових місцевостях від Уралу до Таврії, але найбільш ефективно і масово — у повстанському війську під проводом Нестора Махна. З самого початку своєї боротьби махновські загони вели маневрові бойові дії, які вимагали високої рухливості загонів як на марші, так і під час бою. Тому, перші захоплені влітку 1918 р. у противника станкові кулемети вони встановили на тачанки.

### Тачанка Махна

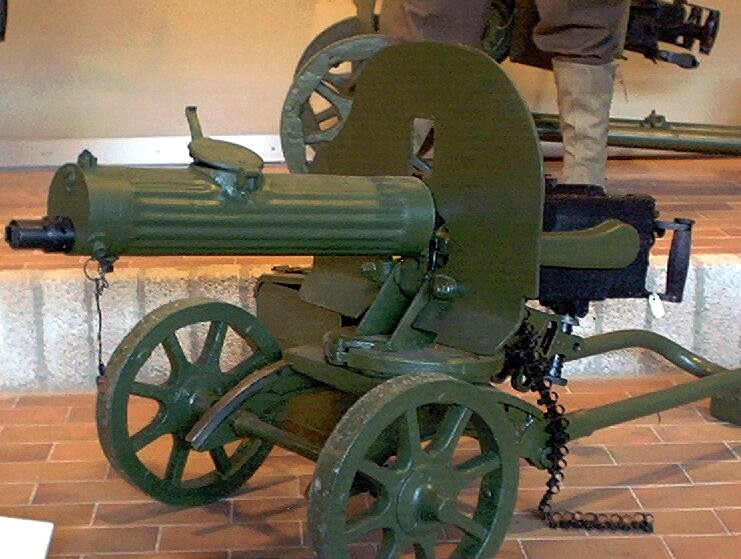
Кулемет Максима, яким махновці озброювали тачанки

За свідченнями коли Нестор Махно побачив тачанку німецького виробництва із ресорами (російські тачанки ресор не мали) то відразу зрозумів, що якщо на неї поставити кулемета, то з нього буде набагато зручніше цілитися: така тачанка не трясе і не підскакує на поворотах. Тачанка з кулеметом, поверненим назад, була чудовою технічною моделлю для захисту бійців, що спішно відступають і прикривають свій відхід кулеметним вогнем. Проте, передусім, вона прославилася в нападі. Коли у «лобовій» атаці вона раптово зупинялася і розверталася на 180°, демонструючи супернику свій «хвіст» зі смертоносним «жалом», — нерідко це було останнє, що суперник бачив у житті.
Німецькі тачанки були доволі розповсюдженими на південних територіях України, де селилися німецькі колоністи. Їх закупали і місцеві поміщики, чиновники та заможні селяни, яких тоді ще було безліч в тих місцях. Тож махновці мали у своєму розпорядженні велику кількість найкращих тачанок. Ніде таких тачанок більше не було, і ніхто не мав можливості використовувати цей вид озброєння настільки ж масово та ефективно, як махновці.
Застосування кулеметних тачанок було винаходом повстанського війська під проводом Нестора Махна. Саме у махновському війську були винайдені основні способи застосування кулеметних підрозділів і загонів в бою.

#### Конструкція

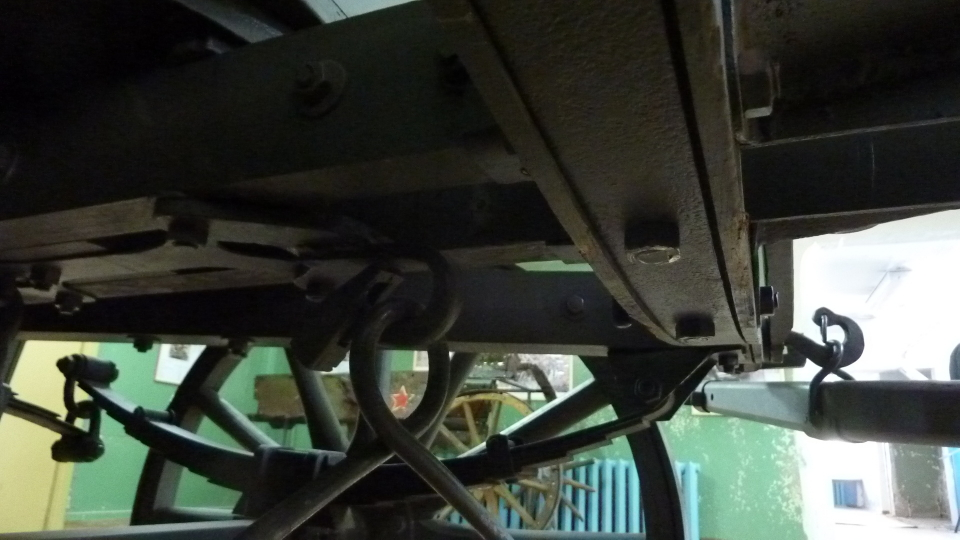
Деталі тачанки під кузовом, зокрема видно ресори, завдяки їм значно підвищувалась маневреність тачанки

Основою конструкції тачанки була рама з дерев'яних брусків, скріплених металевими кутами та накладками за допомогою болтів та гайок. Попереду було сидіння для їздового (кучера) з підставкою для ніг. Сидіння обгороджувалося металевим прутом та обладнувалося гаками, на які їздовий міг повісити віжки, звільнивши руки. Від шматків грязі, що летіли з-під копит коней, їздового захищала нахилена під кутом стінка. Позаду сидіння для їздового були обладнані підлога для ніг пасажирів та сидіння для них. Заднє сидіння було розраховане для розміщення двох пасажирів та невеликого вантажу. Осі були сталевими, кованими; колеса дерев'яними, зі сталевими шинами та мідними або латунними втулками в маточинах. Колеса кріпились на осі масивними чавунними гайками, що дозволяло швидко їх знімати та встановлювати, і були закриті крилами, які захищали пасажирів від бруду, що вилітав з під коліс під час швидкого руху. Осі кріпились до напівелиптичних кованих сталевих ресор із загартованої сталі. Один кінець ресори був прикріплений за допомогою шарнірного з'єднання до ресори кузова коляски, інший — до поперечної напівелептичної ресори. Така підвіска забезпечувала плавність ходу та можливість достатньо ефективної стрільби з кулемета навіть під час руху. Передня вісь була поворотною, з'єднувалась з кузовом за допомогою шворня. Поворот здійснювався кіньми через дишель, тягові зусилля передавались через посторонки.

## РСЧА

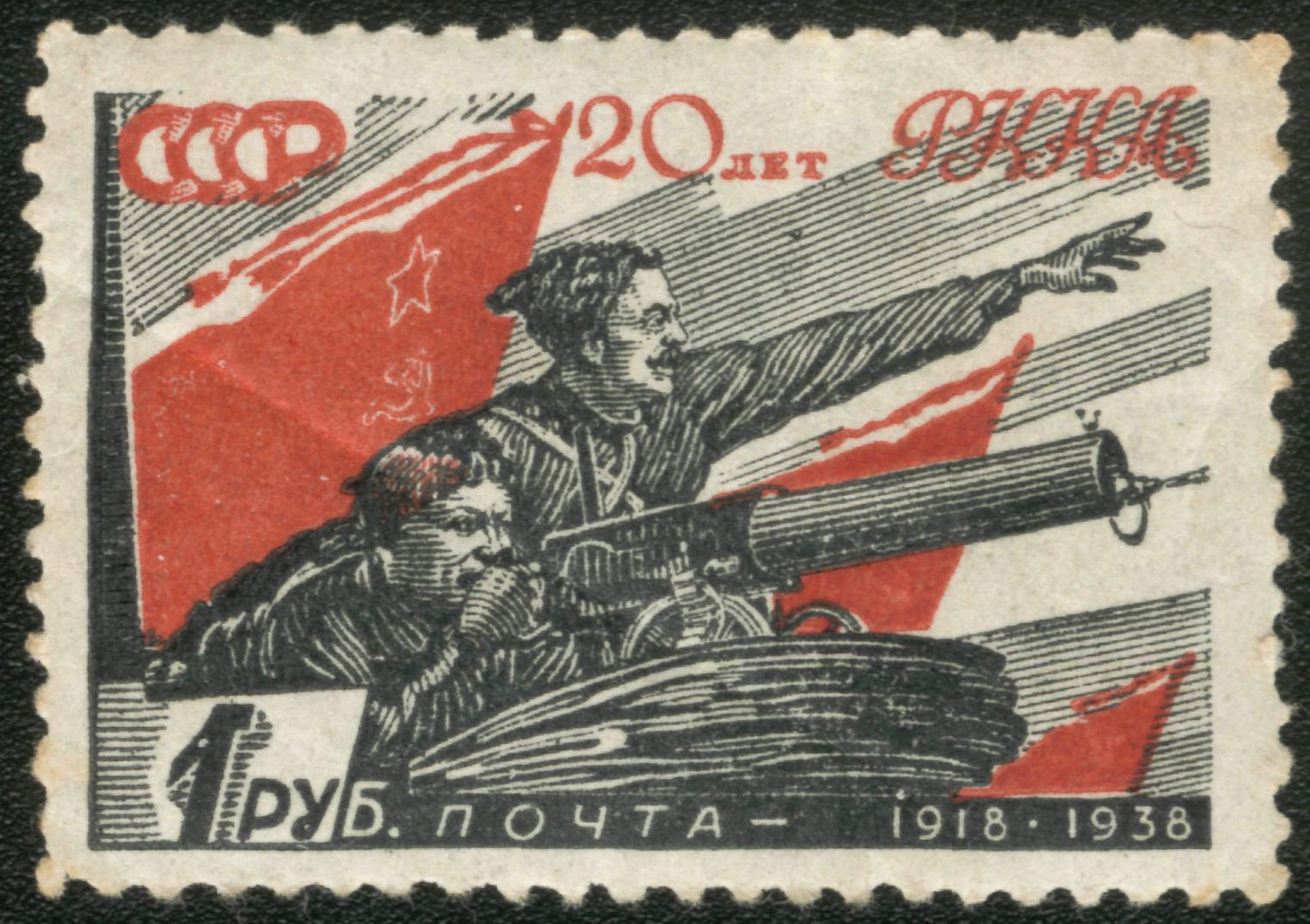
Поштова марка із зображенням більшовицького військовика Чапаєва на тачанці, 1938

В радянському суспільстві кулеметні тачанки було прийнято вважати червоноармійським винаходом, але нині вже не підлягає сумніву, що то був винахід Махна. Саме у війську «батька» були винайдені і тачанки, і способи застосування тачанкових загонів і підрозділів в бою. Пізніше за прикладом махновців кулеметні тачанки взяли на озброєння всі інші активні на той момент військові формування: червоноармійські, білогвардійські, навіть польські кіннотники.
Зокрема, офіційно до штатів кавалерійських з'єднань Червоної армії вони були введені лише у лютому 1921 р.. Тоді як перші махновські кулеметні тачанки з'явилися у вересні 1919 року у тилу Денікіна на території сучасної Кіровоградської області.

## Військо польське

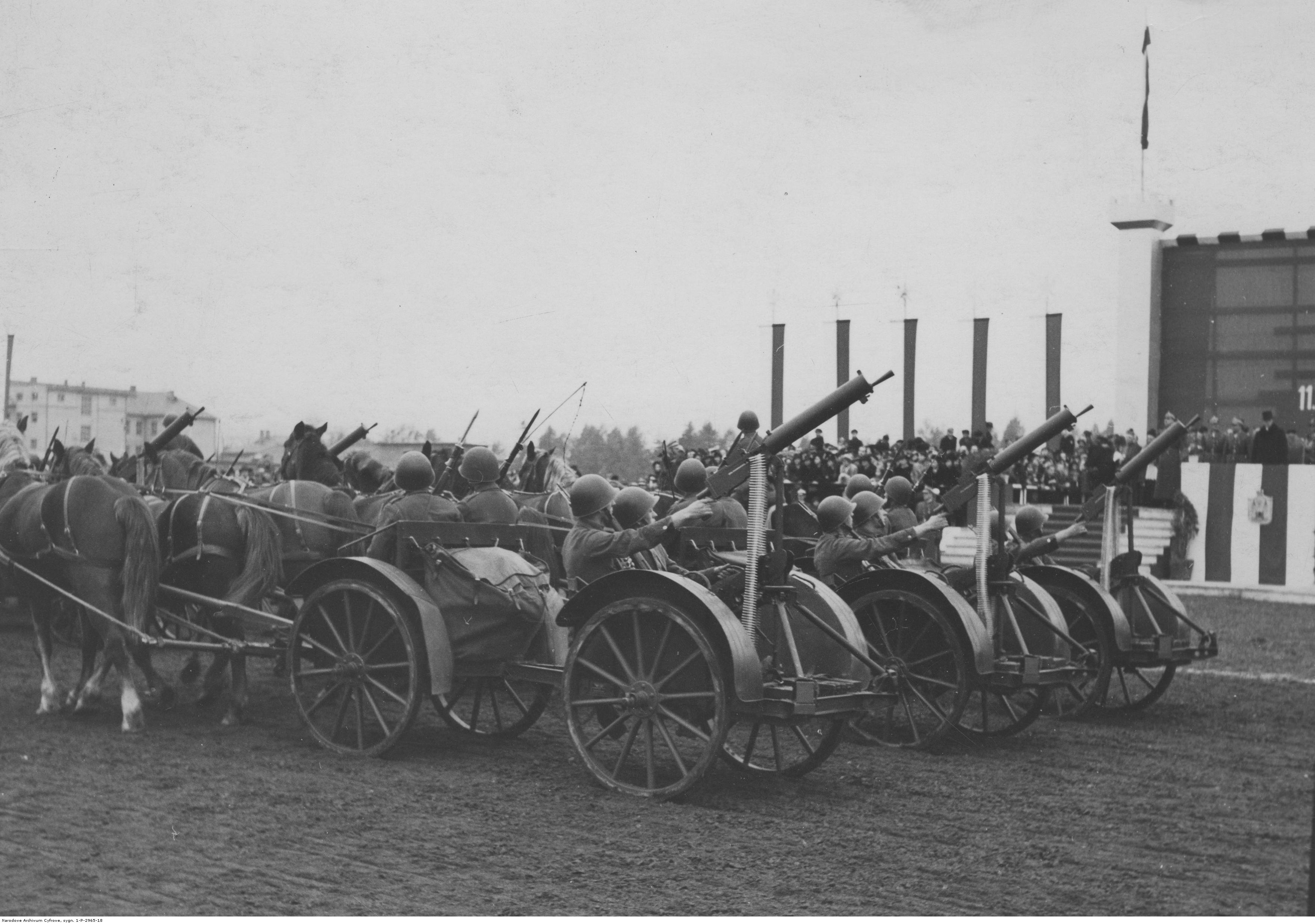
Тачанки з Ckm wz. 30 напередодні II СВ

ЗСП у міжвоєнний період використовувала різні типи тачанок переважно оснащених Schwarzlose MG M.07/12 або MG-08. Від 1929 року MG-08 було модернізовано на триноги від австрійських Schwarzlose, що стало стандартним озброєнням тачанки, колісна база якої становила 1.8 м. Подібна модель була на озброєнні до окупації 1939 року.

## Вермахт

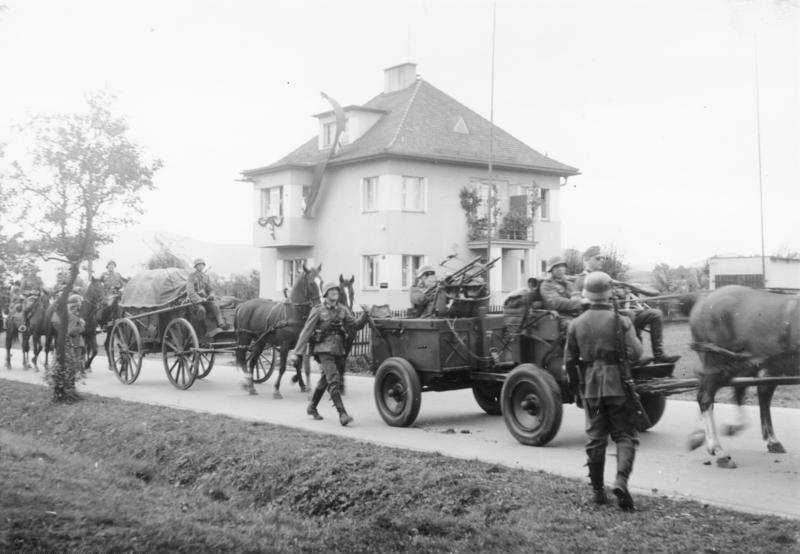
Німецькі тачанки з MG-34 під час окупації Судетів

Під час Другої світової війни німецька піхота використовувала тачанки з подвійними MG-34 у якості ППО одиниць.